# Koala
Koala (lat. Phascolarctos cinereus) ili crnonosi medvjedak je sisavac tobolčar koji živi u Australiji visoko u krošnjama eukaliptusovog drveća. Iako koala izgleda kao maleni plišani medvjed te se ponekad naziva i koala medvjedić, on u stvari nije nikakav medvjed, već sisavac tobolčar. Unatoč zakonskoj zaštiti, ipak je vrlo ugrožena vrsta jer neprestano gubi životni prostor zbog čestih požara kao i zbog širenja ljudskih naselja i gradnje prometnica unutar područja koja nastanjuje koala. Koala znači "bez vode" na jeziku naroda Dharuk. 

## Osnovne značajke
- Veličina: do 85 cm
- Težina: mužjaci do 11 kg, ženke 8 kg
- Životni vijek: 15-20 godina

Koala je životinjica sivog krzna, ponekad s malo bijelog. Ima veliki crni gumasti nos i velike dlakave uši. Koala ima dugačke ruke i kratke noge s vrlo dugim i oštrim kandžama za lako penjanje i držanje na drveću. Gotovo nema repa.
Hrana: biljojedi su i hrane se lišćem određenih vrsta eukaliptusa

## Stanište
Koala živi gotovo isključivo u gornjim dijelovima krošanja posebnih vrsta eukaliptusovog drveća, čije je lišće njegova gotovo jedina hrana. Svojim snažnim nogama čvrsto obuhvaća drvo, pri čemu će se oštre pandže zariti u koru. Koala je životinja koja je aktivna noću, pa dane provodi spavajući na granama. Noću se penje na više grane, gdje pažljivo bira lišće koje jede. Silazi s drveta vrlo rijetko, najčešće samo da promijeni stablo jer je na dotadašnjem pojeo lišće kojim se hrani. Koala sjedne u rašlje drveta i tako spava većim dijelom dana, čak po 18 sati. Kreće se i hrani uglavnom tijekom noći. Jako je izbirljiv u hrani i jede samo lišće određenih vrsta eukaliptusa. Tekućinu dobiva iz lišća i zato vrlo rijetko pije vodu.

## Hrana i prehrambene navike
Tijekom evolucije kod koala su se razvili džepovi u obrazima, koji mu koriste kod žvakanja hrane. Dugo i uporno žvače listove, kako bi razbio stanične stijenke i time olakšao probavu, a i omogućio korištenje vode iz listova. Listovi eukaliptusa su vrlo otrovni. Biljka je taj otrov razvila kako bi se obranila od raznih nametnika. Probavni sustav mu je prilagođen toj teško probavljivoj hrani niske energetske vrijednosti koja je uz to čak i otrovna. Imaju neobično dugačko slijepo crijevo (do 2,5 m) Tu pomažu bakterije u probavi staničnih stijenki i omogućuju jedan oblik vrenja. Uz to, vrlo polagani metabolizam omogućuje, da se hrana dugo zadržava u probavnom traktu te da se iz nje izvuče maksimum energije. Istovremeno, spori metabolizam iziskuje i manju količinu potrebne energije, tako da je ta potreba kod koale niža nego kod drugih biljoždera. 
Koala jede lišće samo oko sedamdesetak vrsta eukaliptusa od oko 700 poznatih vrsta. No, ovisno o staništu, može se dogoditi da ima na raspolaganju samo 5-10 vrsta jestivih. Kod odabira listova, daje prednost starijim, jer sadrže manje otrova od mladih listova. U određenoj mjeri podnosi taj otrov, no njegova visoka koncentracija može i za njega biti opasna.
Koale mogu pojesti tako velike količine lišća na dan (prosječno 500-1000 g) da im često ponestane hrane. Zbog toga treba poduzimati mjere za njihov transport na područja u kojima ima dovoljno hrane.
Glavna poteškoća pri držanju koala u rezervatima ili u zoološkim vrtovima izvan Australije sastoji se u pronalasku dovoljnih količina eukaliptusovog lišća prave vrste.

## Razmnožavanje
Koale se pare noću visoko u krošnjama drveća, pri čemu se snažno glasaju. Koale se pare između prosinca i ožujka, a 35 dana nakon toga doći će na svijet samo jedno mladunče. Ono teži samo 0,3 g, slijepo je i još nije obraslo krznom. Instinktivno će kroz majčino krzno pronaći put do njezina tobolca, koji se za razliku od drugih tobolčara otvara s donje strane prema straga. U tobolcu će se mladunac koale čvrsto prihvatiti za sisu i sisati majčino mlijeko. Nakon oko 22 tjedna otvara oči i počinje izvirivati iz tobolca. U tom razdoblju mu kao dodatna hrana služi smjesa koju nazivaju "pap" i zapravo je naročita vrsta izmeta koju majka izlučuje upravo u tu svrhu. U toj smesi su bakterije neophodne mladuncu za probavu čvrste hrane. Ovo je najopasnije razdoblje u razvoju mladunca, jer ne uspiju svi prebroditi taj prijelaz s majčinog mlijeka na otrovnu hranu. Ženka nosi mladunče u tobolcu sve dok ne naraste da se može samo držati, a onda samo izlazi iz tobolca i penje se na njena leđa gdje ostaje dok ne odraste.
U dobi od šest mjeseci mladi će koala prvi put napustiti tobolac i popeti se na majčina leđa, gdje će se čvrsto prihvatiti za njezino krzno. Tri mjeseca kasnije bit će već potpuno odrastao i moći će se samostalno hraniti. Mladi koale ostaju sa svojim majkama sve do dolaska na svijet novog mladunca, kada ga majka otjera, i mladunac mora otići u potragu za vlastitim revirom. Ako se dogodi da majka nema novog mladunca, dozvoljava ranijem mladuncu da ostane uz nju do dobi od oko 3 godine. Spolnu zrelost mužjaci dostižu s 3 do 4 godine, dok ženke s 2 do 3 godine.

## Povijest i sadašnjost
Koale su se vjerojatno prvi put pojavile u Australiji u vrijeme kad se Australija počela kretati prema sjeveru, polagano se odvajajući od Antarktike, prije nekih 45 milijuna godina. Najstariji fosili koala pronađeni u Australiji stari su preko 25 milijuna godina. Kako se klima mijenjala i Australija postala suhi kontinent, u prilagođavanju vegetacije razvilo se i eukaliptus drvo (Gum Tree) i koale su preživjele zaviseći o njemu za prebivanje a osobito za prehranu.
Domorodci su, vjeruje se, došli u Australiju prije 60 tisuća godina ili više. Koale su, kao i ostale australske životinje i ptice vrlo važan dio domorodačke kulture i pojavljuju se u mnogim domorodačkim legendama i mitovima. Iako su bile važan dio domorodačke prehrane, koale su živjele u vrlo velikim broju do dolaska Europljana 1788. godine. Prvi Europljanin koji je opisao koalu je John Price. On ih je opisao u svom putovanju kroz Blue Mountains nedaleko od Sydneya, 1789. godine. Godine 1798. dano im je znanstveno ime: Phacsolarctos cinereus, što znači "pepeljasto sivi medvjedić". S vremenom je otkriveno da koale nisu medvjedi, već članovi posebne grupe sisavaca nazvani tobolčari. Danas većina tobolčara živi u Australiji i dijelovima Nove Gvineje.
Koala, vjeruje se da na Domorodačkom jeziku, ili barem u većini od njih, jer u Australiji ih postoji nekoliko stotina, znači ne piti. No postoji i vjerovanje da je naziv izvorno nastao od europskih doseljenika, od rijeci: cullewine, koolewong, colo, colah, kaola. Koala, karbro, boorabee i goribun.
Kako su se nove kolonije širile i počelo masovno krčenje šuma za poljoprivredu, uništavalo se prebivalište i izvor prehrane životinjskog i ptičjeg carstva. Europski došljaci vidjeli su u koali izvor krzna za bogato europsko tržište i u godinama sve do 1930. milijuni koala su ubijeni radi krzna.
Već godine 1924. koale su iskorijenjene u Južnoj Australiji, opasno ugrožene u Novom Južnom Walesu a procijenjeno je da samo oko 500 jedinki još živi u Viktoriji. U međuvremenu lov na koale prešao je sjeverno u Queensland. 1919. godine Queenslandska vlada je proglasila šestomjesečnu otvorenu sezonu lova na koale i samo u tom vremenu ubijen je 1 milijun jedinki. Iako je sezona službeno ostala zatvorena sve do 1927. godine, kad je sezona ponovo otvorena, preko 800.000 koala je ubijeno samo u jednom mjesecu. Zgroženost javnosti prema pokolju natjerao je vlade u svim australskim državama da do kraja 1930ih godina proglase koale zaštićenom vrstom. Nažalost, takav zakon nije donesen i za drvo eukaliptusa, o kojem koale ovise, te se rušenjem tog drveća nastavila opasnost koja prijeti koalama.
Danas su u svim državama ostavljeni zaštićeni dijelovi šuma za kolonije koala. U tome prednjači država Viktorija, koja je prva potpuno zaštitila koale, njihove naseobine i prehranu. Koale su se oporavile i postale jedan od simbola Australije i pored klokana prateća slika uz ime Australija.

## Vanjske poveznice

### Ostali projekti
|  | Zajednički poslužitelj ima stranicu o temi Koala         |
|  | Wikivrste imaju podatke o taksonu Phascolarctos cinereus |